# Carbonat de argint

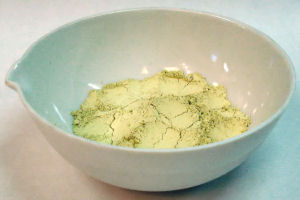
Carbonat de argint

Carbonatul de argint este o substanță chimică cu formula Ag2CO3. El este o sare a acidului carbonic, compusă din doi cationi de argint Ag+ și un anion de carbonat CO32-.

## Proprietăți.
Carbonatul de argint este o pulbere gălbuie, care în timp sau la încălzire se închide la culoare. Este foarte puțin solubil în apă, acid azotic, în cianuri, în tiosulfat de sodiu. E insolubil în alcool. Se descompune prin încălzire la temperaturi mai mari de 220 0C.

## Obținere
Carbonatul de argint se obține prin tratarea azotatului de argint cu soluții de carbonați alcalini.